# Tomoderus semiaeneus
Tomoderus semiaeneus es una especie de coleóptero de la familia Anthicidae.

## Distribución geográfica
Habita en  Tonkín (Vietnam).